# Якубинский, Лев Петрович
Лев Петро́вич Якуби́нский (1 августа 1892, Киев — 23 августа 1945, Ленинград) — советский филолог, лингвист, специалист по проблемам поэтики, диалогической речи, истории, древнерусскому языку, общим проблемам языкознания.
Автор исследований по древнерусскому языку, славянским языкам, по теории поэтического языка, культуре речи, один из основоположников социолингвистики, компаративист.
Лингвистические труды посвящены проблемам сравнительно-исторического языкознания, истории русского литературного языка, теоретическим проблемам («О диалогической речи», 1923; «История древнерусского языка», изд. 1953, и др.).

## Биография
Родился 1 августа 1892 года в Киеве в семье Петра Васильевича Якубинского (1863 — не ранее 1920), офицера-артиллериста, работавшего в Киевском арсенале, в дальнейшем — генерал-лейтенанта (1916) и начальника Интендантской академии (1911—1918) и Военно-Хозяйственной академии РККА (1918—20).
Учился в гимназии, затем во Владимирском кадетском корпусе, где служил инспектором его отец. В 1909 году поступил на историко-филологический факультет Киевского университета, но вскоре перевёлся на аналогичный факультет Санкт-Петербургского университета (отца перевели в столицу). Ученик И. А. Бодуэна де Куртенэ.
В 1913 году окончил университет и был оставлен для подготовки к профессорскому званию. Одновременно преподавал в школе (1913—1922), на высших курсах П. Ф. Лесгафта (1915—1916), на высших курсах М. А. Лохвицкой-Скалон.
С 1916 года входил в ОПОЯЗ, принимал активное участие в подготовке «Сборников по теории поэтического языка» (1916—1919).
В 1918—1919 годах читал лекции в Институте живого слова, преподавал в Третьем педагогическом институте.
В 1923 году перешёл на позиции марризма, как иногда полагают, из карьеристских побуждений.
С 1923 года — доцент, впоследствии профессор Петроградского-Ленинградского университета. В 1934—1943 годах также профессор педагогического института имени М. Н. Покровского (одновременно заведующий кафедрой и декан литературного факультета). Был профессором Института агитации имени В. В. Володарского, Фонетического института.
С 1921 года — сотрудник ИЛЯЗВ (с 1928 заместитель председателя секции языка), в 1931—1933 учёный секретарь ГИРК, а с 1933 по 1936 директор ЛНИЯ. Сотрудник Яфетического института, ГИИИ. Старший редактор ленинградского отделения Учпедгиза (1923—1933). Заведующий Отделом научных учреждений Ленинградского отделения Главнауки (1924—1927). Секретарь комиссии по изучению языка Ленина.
В 1936—1937 преподавал русский язык в Институте языка, истории и географии в Анкаре по командировке Наркомпроса.
Всю блокаду провёл в Ленинграде. Умер 23 августа 1945 года в Ленинграде.

### Семья
- Отец — Пётр Васильевич Якубинский (1864—?), начальник Интендантской академии (с 1909), генерал-лейтенант (1916), начальник Военно-хозяйственной академии РККА (1918—1920).
- Жена — Эрика Антоновна Якубинская-Лемберг (1895—1961), зав. кафедрой славянской филологии ЛГУ (1948—1961).

## Оценки
Виктор Шкловский:
Он пережил блокаду Ленинграда, заболел боязнью пространства и умер в депрессии
.
Ольга Фрейденберг вспоминала:
Это был красивый, светский мужчина, циник, любитель молодых людей.

## Основные работы
- Очерки по языку (с А. М. Ивановым). М.; Л., 1932. 182 с.
- История древнерусского языка. М., 1953
- Избранные работы: Язык и его функционирование. М., 1986